# Edward H. Williams
Pour les articles homonymes, voir Williams.
Edward Higginson Williams (1er juin 1824 - 21 décembre 1899) est un médecin américain et cadre dans les chemins de fer connu pour sa philanthropie.

## Carrière médicale
Williams nait le 1er juin 1824 à Woodstock, dans le Vermont, fils du secrétaire d'État du Vermont Norman Williams (en) et de Mary Ann Wentworth (Brown) Williams,. Après avoir été diplômé du Vermont Medical College (en) il travaille pendant un certain temps comme médecin.
Alors qu'il vit à Cavendish, dans le Vermont, il est le premier médecin à soigner Phineas Gage après son accident durant lequel une barre à mine lui traverse le crâne .
Williams devient plus tard membre de l'Académie royale suédoise des sciences et est décoré chevalier de l'Ordre de l'étoile polaire.

## Cadre de chemin de fer
Williams abandonne la médecine pour travailler dans l'industrie ferroviaire. Il quitte le Vermont et réside dans la banlieue de Rosemont (en) à Philadelphie. Williams devient bien connu aux États-Unis pour son travail avec la société Burnham, Williams, & Co. En 1870, il rejoint la Baldwin Locomotive Works.
En plus de ses activités ferroviaires, Williams a également été commissaire américain à l'Exposition internationale de Sydney en 1879 et à l'Exposition internationale de Melbourne en 1880.

## Philanthropie
Williams a donné une place importante à l'éducation. Il a construit et équipé des bâtiments pour l'enseignement des sciences au Collège Carleton (dédié à la mémoire de son fils William) et à l'Université du Vermont (à la mémoire de sa femme). Il a également fait d'importants dons à l'Université de Pennsylvanie et à d'autres établissements d'enseignement. Williams a également fait don d'un bâtiment de bibliothèque à sa ville natale de Woodstock, dans le Vermont.

## Vie privée et mort
Williams était marié à Cornella Bailey. Ils ont eu trois enfants : Edward Higginson Williams Jr., William Williams et Anna (Williams) Dreer.
Williams meurt le 21 décembre 1899 à Santa Barbara, Californie.

## Distinctions
- Chevalier de l'ordre royal de l'Étoile polaire.